# Crenarchaeota
Crenarchaeota är ett fylum av arkéer inom riket Proteoarchaeota.

## Arter
Några arter inom fylumet är Sulfolobus solfataricus, Thermosphaera aggregans, Desulfurococcus kamchatkensis, Caldisphaera lagunensis och Pyrobaculum aerophilum.